# Лисиця Іван Петрович
Іва́н Петро́вич Лиси́ця (1996—2019) — солдат Збройних сил України, учасник російсько-української війни.

## Життєпис
Народився 1996 року в селі Карпівка (Широківський район, Дніпропетровська область), закінчив 11 класів Карпівської школи, потім продовжив навчання в Ерастівському ліцеї імені Е. К. Бродського — за фахом агроном-технік. Мешкав у селі Вишневе. Диплом за спеціальністю не встиг отримати, бо в грудні 2015 року вирішив піти на військову службу за контрактом; тричі підписував контракт із ЗСУ. Солдат, номер обслуги кулеметного розрахунку 54-ї бригади. За час проходження служби він зазнав два поранення.
6 квітня 2019-го загинув у бою близько опівночі від кульового поранення поблизу хутора Вільний (входить до складу міста Золоте, Попаснянський район). З 23:30 до опівночі терористи вели обстріл з мінометів калібром 82 мм, АГС та ВКК. Вогнем у відповідь українські сили примусили ворога припинити обстріл. У цьому ж бою також загинув солдат Дмитро Стрекнєв.
9 квітня 2019 року похований в селі Широка Дача (Широківський район).
Без Івана лишились мама, двоє братів і сестра.

## Нагороди та вшанування
- Указом Президента України № 93/2020 від 18 березня 2020 року за «особисту мужність, виявлену у захисті державного суверенітету та територіальної цілісності України, самовіддане служіння Українському народу» нагороджений орденом За мужність III ступеня (посмертно)[2]
- Указом Президента України № 12/2018 від 22 січня 2018 року за «особисту мужність і самовіддані дії, виявлені у захисті державного суверенітету та територіальної цілісності України, зразкове виконання військового обов'язку» нагороджений медаллю «Захиснику Вітчизни»[3]